# Uruará
Uruará är en kommun i Brasilien.   Den ligger i delstaten Pará, i den centrala delen av landet, 1 500 km norr om huvudstaden Brasília. Antalet invånare är 44 720.
I omgivningarna runt Uruará växer i huvudsak städsegrön lövskog. Runt Uruará är det mycket glesbefolkat, med 5 invånare per kvadratkilometer.